# Black Lightning
Black Lightning är en amerikansk TV-serie skapad av Salim Akil. Serien hade premiär 16 januari 2018 på The CW.

## Rollista (i urval)
- Cress Williams - Jefferson Pierce / Black Lightning
- China Anne McClain - Jennifer Pierce:
- Nafessa Williams - Anissa Pierce / Thunder
- Christine Adams - Lynn Stewart
- Marvin "Krondon" Jones III - Tobias Whale
- James Remar - Peter Gambi